# سلمون بارگا
سلمون بارگا (انگلیسی: Selemon Barega؛ زادهٔ ۲۰ ژانویهٔ ۲۰۰۰) دونده اهل اتیوپی است.